# Aké Loba
Gérard Aké Loba (Abiyán, 15 de agosto de 1927 – Aix-en-Provence 3 de agosto de 2012) escritor marfileño galardonado con el Gran Premio literario del África Negra en 1961. 
Diplomático de carrera, vivió en Alemania, Italia, Francia y su país natal, donde también ocupó cargos de diputado y alcalde de 1985 a 1990 de la localidad de Abobo en Abiyán.